# Abou Ouattara
Abou Ouattara, né le 26 décembre 1999 à Bouaké en Côte d'Ivoire, est un footballeur international burkinabé. Il évolue au poste d'ailier droit.

## Biographie

### En club
En janvier 2018, il signe son premier contrat professionnel avec le KV Malines, d'une durée courant jusque mi-2021.
Un an plus tard, il rejoint le Lille OSC pour un prêt de six mois avec option d'achat. Il évolue dans un premier temps avec le groupe Pro 2 jouant en National 2. Il fait ses débuts avec l'équipe première le 13 septembre 2019 lors de la réception de l'Angers SCO. Il remplace Jonathan Ikoné à la 82e minute.
Lors du mercato hivernal 2020, il est prêté 18 mois (avec option d'achat) au club portugais du Vitória Guimarães.
Le 31 janvier 2021, il revient en France où il est prêté avec option d'achat à l'Amiens SC jusqu'à la fin de la saison.
Lors du mercato estival 2021, il s'engage trois ans avec le Valenciennes FC.
Le 20 juin 2022, il rejoint le club moldave du Sheriff Tiraspol.

### En équipe nationale
Le 27 mai 2018, il fait ses débuts avec le Burkina Faso, en remplaçant Banou Diawara à la 46e minute de jeu lors d'un match amical contre le Cameroun (victoire 0-1).

## Statistiques

### En club
| Saison                | Club                     | Championnat           | Championnat | Championnat | Coupe(s) nationale(s) | Coupe(s) nationale(s) | Total | Total |
| Saison                | Club                     | Division              | M.          | B.          | M.                    | B.                    | M.    | B.    |
| 2017-2018             | KV Malines               | Jupiler Pro League    | 1           | 0           | -                     | -                     | 1     | 0     |
| 2018-2019             | KV Malines               | Jupiler Pro League    | -           | -           | -                     | -                     | 0     | 0     |
| Sous-total            | Sous-total               | Sous-total            | 1           | 0           | -                     | -                     | 1     | 0     |
| 2018-2019             | LOSC Lille (prêt)        | Ligue 1               | -           | -           | -                     | -                     | 0     | 0     |
| 2019-2020             | LOSC Lille               | Ligue 1               | 1           | 0           | -                     | -                     | 1     | 0     |
| Sous-total            | Sous-total               | Sous-total            | 1           | 0           | -                     | -                     | 1     | 0     |
| 2019-2020             | Vitória Guimarães (prêt) | Liga NOS              | 10          | 1           | -                     | -                     | 10    | 1     |
| 2020-2021             | Vitória Guimarães (prêt) | Liga NOS              | 1           | 0           | -                     | -                     | 1     | 0     |
| Sous-total            | Sous-total               | Sous-total            | 11          | 1           | -                     | -                     | 11    | 1     |
| 2020-2021             | Amiens SC (prêt)         | Ligue 2               | 11          | 0           | 1                     | 0                     | 12    | 0     |
| Sous-total            | Sous-total               | Sous-total            | 11          | 0           | 1                     | 0                     | 12    | 0     |
| 2021-2022             | Valenciennes FC          | Ligue 2               | 16          | 0           | 1                     | 0                     | 17    | 0     |
| Total sur la carrière | Total sur la carrière    | Total sur la carrière | 40          | 1           | 2                     | 0                     | 42    | 1     |